# Plongeur
«Plongeur» («Плонжёр», фр. «Ныряльщик») — французская подводная лодка. Самая большая подводная лодка XIX века, первая в мире субмарина с механическим приводом винта. Основным вооружением лодки была дистанционно управляемая мина, закреплённая на конце 10-метрового шеста на носовой части.

## История
Лодка использовалась в качестве опытовой и экспериментальной. В 1862 году строящийся «Plongeur» увидел Жюль Верн. В изданном в 1869 году романе «20 000 льё под водой» фантастическая подводная лодка «Наутилус» имеет ряд заимствований с французской субмарины: резервуар для сжатого воздуха в носовой части, механический привод винта, шлюпка.
После вывода из состава флота в 1872 году была переоборудована в самоходный водяной танкер и использовалась для снабжения водой подразделений французского флота вплоть до 1935 года.

## Устройство
Пневматический привод гребного винта. Длина — 42,5 метра, водоизмещение — 426 тонн. Экипаж 12 человек, пять узлов надводной скорости, четыре — под водой, глубина погружения — 10 метров, автономность плавания — 9 километров.